# Li Nina
Dans ce nom chinois, le nom de famille, Li, précède le nom personnel.
Li Nina (chinois : 李妮娜 ; pinyin : Lǐ Nīnà ; née le 10 janvier 1983 à Benxi), est une skieuse acrobatique chinoise spécialisée dans le saut acrobatique.
Elle commença en tant que gymnaste mais se tourna alors dans le saut acrobatique. À l'âge de 19 ans, elle participe aux Jeux olympiques de Salt Lake City où elle se classe cinquième. Elle devient championne du monde en 2005 à Ruka puis obtient la médaille d'argent en saut acrobatique aux Jeux olympiques de Turin et aux Jeux olympiques de Vancouver.

## Palmarès

### Jeux olympiques d'hiver
| Épreuve / Édition      | Ski acrobatique |
| JO 2002 Salt Lake City | 5e              |
| JO 2006 Turin          | Argent          |
| JO 2010 Vancouver      | Argent          |
| JO 2014 Sotchi         | 4e              |

### Championnats du monde
| Épreuve / Édition                  | Ski acrobatique |
| Mondiaux 2001 Whistler             | 15e             |
| Mondiaux 2003 Deer Valley          | 11e             |
| Mondiaux 2005 Ruka                 | Or              |
| Mondiaux 2007 Madonna di Campiglio | Or              |
| Mondiaux 2009 Inawashiro           | Or              |

### Coupe du monde
- 2 gros globe de cristal :
  - Vainqueur du classement général en 2005 et 2010.
- 3 petits globe de cristal :
  - Vainqueur du classement de saut acrobatique en 2005, 2010 et 2014.
- 39 podiums dont 15 victoires de saut acrobatique.